# خداقلي قشلاق
خانقاه قشلاق هي قرية في مقاطعة خلخال، إيران. يقدر عدد سكانها بـ 13 نسمة بحسب إحصاء 2016.